# Laurent Joubert

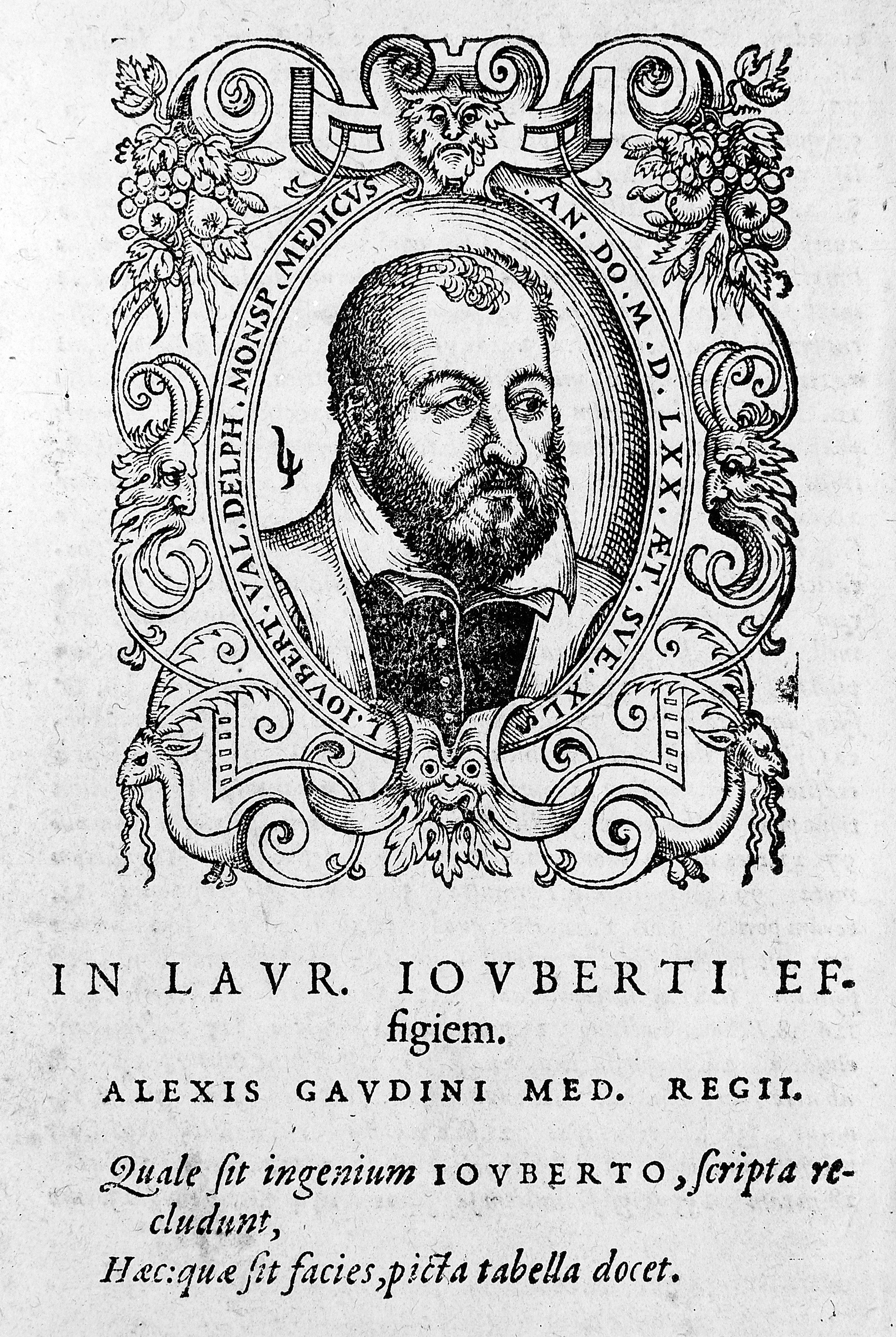
Laurent Joubert.

Laurent Joubert, né à Valence le 16 décembre 1529, et mort à Lombers (Tarn) le 21 octobre 1583, est un médecin et chirurgien français.

## Biographie
Natif de Valence, Joubert fait ses études de médecine à Montpellier, Paris, Turin, Padoue et Ferrare. Il reçoit son diplôme à Montpellier.
Il exerce à Aubenas et Montbrison. À la mort de Guillaume Rondelet, 1566, il lui succède comme professeur ; André Dulaurens lui succède à Montpellier. Contemporain d'Amboise Paré auquel il rend hommage dans son traité de chirurgie militaire, il sert dans l’armée royale lors de la campagne de 1569.  À partir de 1579, il est premier médecin du roi Henri III de Navarre (Henri IV de France),.

## Œuvres

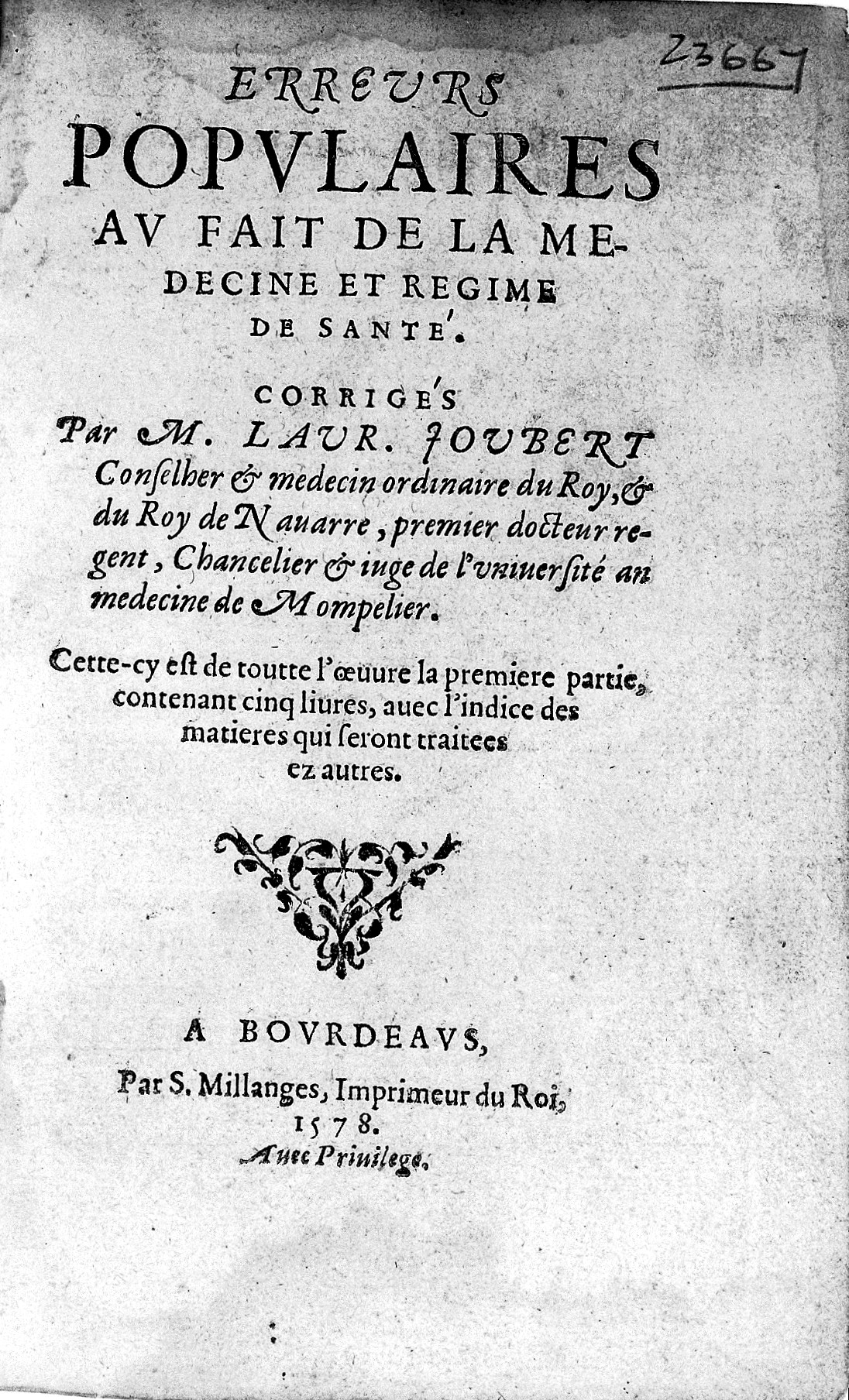
Erreurs populaires, par Laurent Joubert.

L'orthographe ancienne du français a été conservée.
- Traité du ris contenant son essance, ses causes et mervelheus effais. La Cause morale du ris de Démocrite, expliquée et témognée par Hippocras [par J. Guichard]. Plus un Dialogue sur la cacographie fransaise [sic] [par Zangmaister] avec des Annotacions sur l'orthographie de M. Joubert [par Christophle de Beau-Chatel] (1579)

- Traduction de Guillaume Rondelet: L’Histoire entiere des poissons, composee premierement en Latin par Maistre Guillaume Rondelet …, maintenant traduites (sic) en François. Avec leurs pourtraits au naïf, Lyon, 1558, 2 t. en 1 vol. in-fol., fig.

- Traicté des arcbusades, contenant la vraye essence du mal, et sa propre curation, par certaines et methodiques indications : avec l’explication de divers Problemes touchant ceste matiere., Paris, P. l(Huillier, 1570, 155 p. (disponible sur Internet Archive). Un exemplaire a été acquis, en 2022, par la médiathèque centrale Émile Zola de Montpellier[5].

- (avec Isaac Joubert) Erreurs populaires (1578).
  - Première partie : (it) La prima parte de gli errori popolari […], nella quale si contiene l'excellenza della medicina & de' medici, della concettione & generatione, della gravidezza, del parto, e delle donne di parto, & del latte, e del nutrire i bambini, trad. Alberto Luchi da Colle, Florence, Filippo Giunti, 1592
- Publication et édition de La grande chirurgie de Guy de Chauliac en latin puis français (1579, 1584).
- Dialogue sur la cacographie française (1579) (issu du Traité du Ris, Brunet 7/703).
- Traduction française (avec d'autres écrits) de son Traité de la peste composé en latin, 1581
- Operum latinorum tomus primus : Hic omnia complectitur, quæ hactenus fuerunt sigillatim publicata […] cui subjectus est tomus secundus nunc denuo in lucem proditus
- Erreurs populaires et propos vulgaires touchant la médecine et le régime de santé, expliquez et réfutez par M. Laur. Joubert, conseilher et médecin ordinaire du Roy, et du Roy de Navarre... [suivi de Question vulgaire : Quel langage parleroit un enfant qui n'auroit jamais ouï parler ? Du Breuvage de Mgr le maréchal d'Ancre.], Bordeaux, Simon Millanges, 1578, 606 p. (disponible sur Internet Archive).

## Compléments